# 美國憲法第八修正案
《美利堅合眾国宪法》第八修正案（英語：Eighth Amendment to the United States Constitution）簡稱「第八修正案」（Amendment VIII），是权利法案的一部分，主要目的是不允許施加酷刑。它来源于英国法律，导致了日后美国法律废除对未成年人的死刑。

## 内容
Excessive bail shall not be required, nor excessive fines imposed, nor cruel and unusual punishments inflicted.
译文：不得要求过多的保释金，不得处以过重的罚金，不得施加残酷并且不正常的惩罚。